# Саввичи
Саввичи — деревня в Оричевском районе Кировской области в составе Шалеговского сельского поселения.

## География
Расположена на расстоянии примерно 15 км по прямой на юго-запад от райцентра поселка Оричи.

## История
Известна с 1802 года как починок Козмы Черемухина с 3 дворами. В 1873 году здесь (починок Козмы Черемухина или Савичи) дворов 9 и жителей 69, в 1905 13 и 90, в 1926 (деревня Саввичи или Козьмы Черемухина, Головичи, Черемухино) 21 и 114, в 1950 35 и 120, в 1989 году оставалось 35 постоянных жителей. Настоящее название утвердилось с 1939 года. 

## Население
Постоянное население  составляло 9 человек (русские 100%) в 2002 году, 1 в 2010.